# Parahemionitis
Parahemionitis es un género con 2 especies descritas y aceptadas de helechos perteneciente a la familia Pteridaceae. Se encuentra en China. 

## Taxonomía
Parahemionitis fue descrito por Gopinath Panigrahi y publicado en Mémoires sur les Familles des Fougères 2(Hist. Acrostich.): 19. 1845. La especie tipo es: Parahemionitis arifolia (Burm. f.) Panigrahi	

## Especies aceptadas
A continuación se brinda un listado de las especies del género Parahemionitis aceptadas hasta agosto de 2014, ordenadas alfabéticamente. Para cada una se indica el nombre binomial seguido del autor, abreviado según las convenciones y usos.
- Parahemionitis arifolia (Burm. f.) Panigrahi
- Parahemionitis cordata (Hook. & Grev.) Fraser-Jenk.